# Drauffelt
Drauffelt (Luxemburgs: Draufelt) is een plaats in de gemeente Munshausen en het kanton Clervaux in Luxemburg.
Drauffelt telt 205 inwoners (2014).

## Geboren

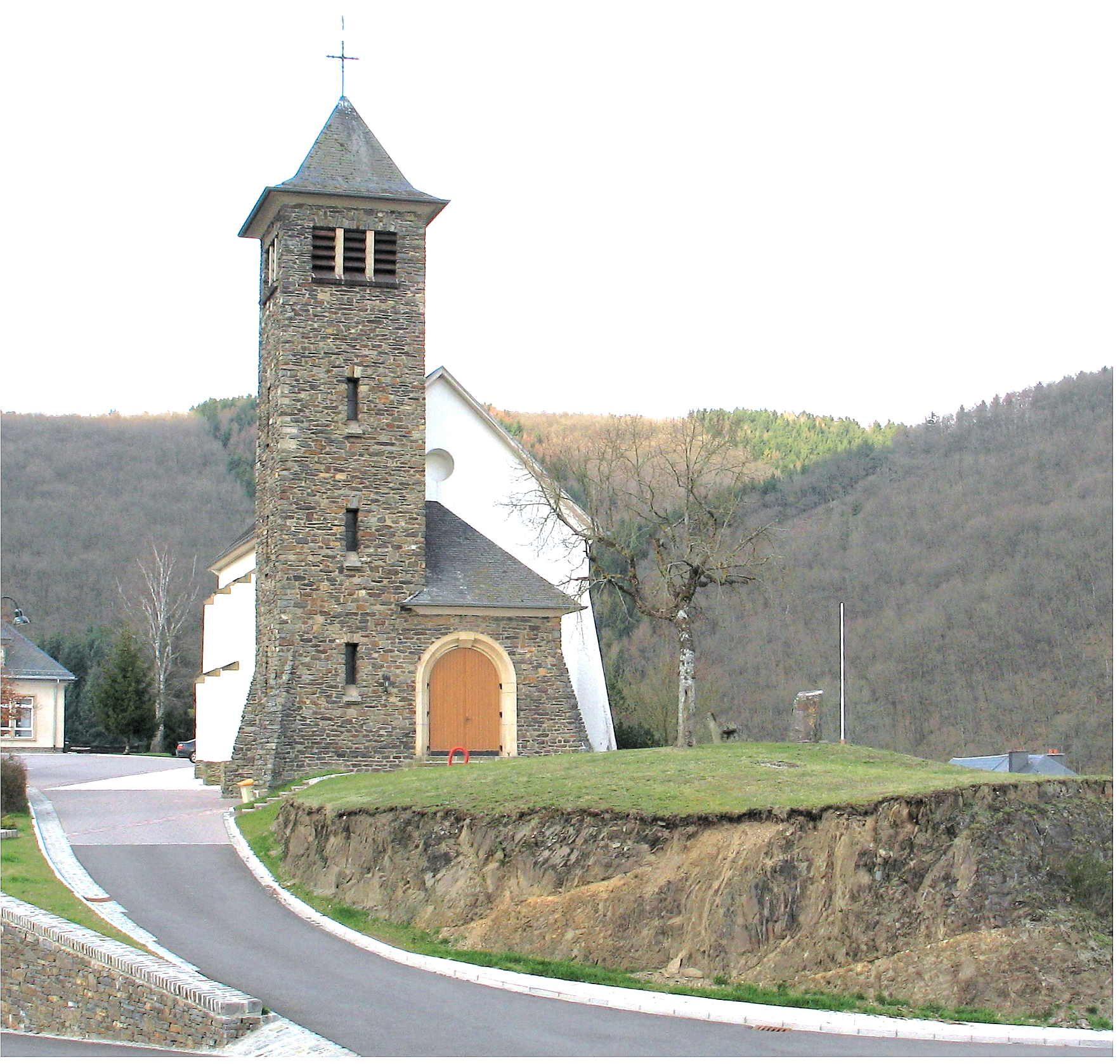
Kerk

- Guy Michels (1947), kunstschilder